# Salacia ovalis
Salacia ovalis är en benvedsväxtart som beskrevs av Pieter Willem Korthals. Salacia ovalis ingår i släktet Salacia och familjen Celastraceae. Inga underarter finns listade.